# Кен Вакуј
Кен Вакуј (транслит.) јесте мангака. Године 2005., објавио је своју прву манга серију Shinjuku Swan, која је добила похвале и прозивела многе адаптације. Због тог успеха, Вакуј је 2017. године покренуо манга серију Токијски осветници која је добила такође позитиван пријем.

## Биографија
Вакуј је у средњој школи добио свој први отказ, након чега је почео да се дружи са уличним бандама. С временом је успео да нађе нови посао и дипломира. Вакуј је 2004. године послао мангу Shinjuku Swan на такмичење за новајлије које је организовао часопис Weekly Young Magazine. Рад је те године освојио почасну награду, а наредне је почео да се серијализује у истом часопису. Shinjuku Swan трајао је до 2013. године и био је довољно популаран да освоји дванаесто место на Фестивалу уметности у Јапану. Манга је адаптирана у два играна филма; први је изашао маја 2015, а други јануара 2017. године.
Марта 2017. године, Вакуј је објавио мангу Токијски осветници у часопису Weekly Shōnen Magazine. Постала је довољно популарна да 2020. године освоји Коданшину награду за најбољу мангу у шонен категорији. Адаптирана је у аниме серију, играни филм и представу.

## Дела
- (新宿スワン) (2005–2013) (објављивано у часопису )[3]
- (2010–2012) (објављивано у часопису )[10]
- (セキセイインコ) (2013–2015) (објављивано у часопису )[11]
- (デザートイーグル) (2015–2016) (објављивано у часопису )[12]
- Токијски осветници (東京卍リベンジャーズ) (2017–2022) (објављивано у часопису )[13]
- (願いのアストロ) (2024–2025) (објављивано у часопису )[14][15]